# Pozemková reforma v Čínské lidové republice
Pozemková reforma byl sociální převrat v Čínské lidové republice vedený Komunistickou stranou Číny v letech 1946-1952. Během této reformy bylo přerozděleno přibližně 2,8 milionů m2 půdy mezi 310 milionů farmářů.

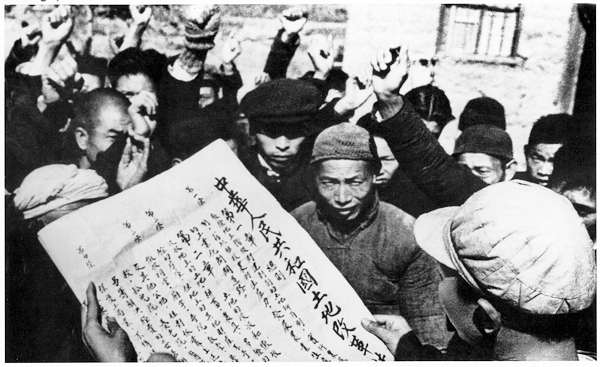
Muž čte zákon o pozemkové reformě

## Průběh

### Období občanské války
Po skončení války s Japonskem v roce 1945 se ocitla Čína opět v občanské válce, kdy pokračoval nevyřešený spor Komunistické strany Číny a nacionalistické strany Kuomintang. Čankajšek požadoval okamžité vyřešení sporů s komunisty v Číně, Mao Ce-tung si byl této skutečnosti vědom a dal rozkaz na tzv. Direktivu 4. května. Tento rozkaz byl předobraz pozemkové reformy, který sloužil jako zkouška, zda bude pozemková reforma efektivní. Pro Mao Ce-Tunga byla otázka reformy a přerozdělení půdy mezi rolníky jednou z nejdůležitějších, které bylo zapotřebí vyřešit. V červnu 1946 byl direktiva zavedena v regionu Čcha cha er, po prvotním ujištění byla zavedena také v regionech Ťi-ťin, Ťi-nan, Ťi-čung a Ťi-tung. V roce 1947 se tato direktiva dotkla dalších 10 regionů. 1. dubna 1948 Mao Ce-tung adresoval kádrům, aby se spolehli na chudé farmáře, aby spojili rolníky a aby odstranili pozůstatky feudálního systémů. Tímto způsobem se mohla reforma šířit daleko rychlejším způsobem. V průběhu občanské války bylo v této direktivě zahrnuto 145 milionů zemědělské populace.

### Po založení Čínské lidové republiky
V lednu 1950 byla Ústředním výborem Komunistické strany Číny zavedena instrukce na zřízení pozemkové reformy na celém území Čínské lidové republiky. 30. června byl státní radou Čínské lidové republiky tento návrh schválen a usnesen zákon o pozemkové reformě. Podle nově přijatého zákona se zrušilo vlastnictví půdy založené na feudálním vykořisťování a zavedlo se rolnické vlastnictví půdy s cílem rozvíjet zemědělskou výrobu a pokračovat v industrializaci Číny. Tento zákon se začal aplikovat v zimě 1950. Začátkem roku 1953 bylo v Číně důsledkem pozemkové reformy přerozděleno více než 90% zemědělské půdy čítajíc 2,8 milionů m2 včetně velkého množství zemědělských zařízení mezi více než 300 milionů farmářů a zemědělců, feudální vlastnictví půdy bylo tímto počinem vymýceno.

## Vliv pozemkové reformy
Po skončení 2.Čínsko-Japonské války patřilo 70-80% kultivované půdy 10% obyvatel, zbylých 90% obyvatel se utápělo v chudobě a okupovalo zbylých 20-30% kultivované půdy, kde nebylo možné na tak velké množství obyvatel vyprodukovat dostatek potravin. Důsledkem pozemkové reformy byla půda rozdělena mezi většinu obyvatel, čímž komunistická strana získala na svou stranu téměř všechny chudé vesničany a zemědělce, ti pociťovali nabytím nové půdy zadostiučinění a plně podporovali komunistickou stranu jak v občanské válce, tak v Korejské válce.